# Rosemary Aitken
 (juillet 2021).
Rosemary Aitken est une auteure britannique née en Cornouailles en 1942. Elle écrit des manuels scolaires et des romans historiques sous son propre nom, ainsi qu'une série de polars se déroulant en Grande-Bretagne romaine sous le pseudonyme de Rosemary Rowe. Ses écrits sont similaires à ceux de Philip Boast, Gloria Cook et Winston Graham.

## Biographie
Rosemary Aitken est née en Cornouailles mais passe une grande partie de sa jeunesse en Nouvelle-Zélande. Elle consacre sa carrière professionnelle à l'enseignement de la langue anglaise et écrit des manuels sur ce sujet. Son premier roman historique, The Girl from Penvarris, est publié en 1995 : c’est le premier d'une série se déroulant dans un village fictif de Cornouailles.
Sous le nom de Rosemary Rowe, elle écrit une série de romans policiers historiques, se déroulant dans et autour de la ville romaine de Glevum (aujourd'hui Gloucester). L’enquêteur dans ses histoires, nommé Libertus, est un fabricant de pavés, dont l'expertise dans les motifs en mosaïque est équivalente à son habileté à résoudre les crimes mystérieux.

### Sagas de Cornouailles
- The Girl from Penvarris (1995)
- The Tinner's Daughter (1996)[2]
- Cornish Harvest (1998)
- Stormy Waters (2000)
- The Silent Shore (2001)
- The Granite Cliffs (2002)
- A Cornish Maid (2010)

### Les mystères romains de Libertus
1. The Germanicus Mosaic (1999)[3]
2. A Pattern of Blood (2000)
3. Murder in the Forum (2001)
4. The Chariots of Calyx (2002)
5. The Legatus Mystery (2003)[4]
6. The Ghosts of Glevum (2004)[5]
7. Enemies of the Empire (2005)
8. A Roman Ransom (2006)
9. A Coin for the Ferryman (2007)[6]
10. Death at Pompeia's Wedding (2008)
11. Requiem for a Slave (2010)
12. The Vestal Vanishes (2011)
13. A Whispering of Spies (2012)
14. Dark Omens (2013)
15. The Fateful Day (2014)
16. The Ides of June (2016)
17. The Price of Freedom  (2018)
18. A Prisoner of Privilege (2019)
19. A Dreadful Destiny (2021)
20. The Rewards of Treachery (2023)

### Romans
- Against the Tide (2004)
- The Tregenza Girls (2006)
- From Penvarris with Love (2008)
- "Flowers for Miss Pengelly" (2012)

### Manuels
- Make up Your Mind (1982)
- Teaching Tenses (2002)
- Writing a Novel: A Practical Guide (2003)